# Bié (keresztnév)
A Bié görög eredetű női név.
Bia egy titán leszármazottja a görög mitológiában, az erő, a harag, a nyers energia megszemélyesítőnője. A βία szó ógörög és újgörög nyelven is erőszakot jelent, csak a szó kiejtése változott jelentősen.

## Gyakorisága
Az újszülötteknek az 1990-es években nem lehetett anyakönyvezni. A 2000-es és a 2010-es években sem szerepelt a 100 leggyakrabban adott női név között.
A teljes népességre vonatkozóan a Bié sem a 2000-es, sem a 2010-es években nem szerepelt a 100 leggyakrabban viselt női név között.